# سوکرات کارا
سوکرات ستی کارا (کارا-دمور) (ارمنی: Սոկրատ Սեթի Կարա (Կարա-Դեմուր)؛  زادهٔ ۳۱ دسامبر ۱۹۱۱ - درگذشته ۹ ژانویهٔ ۱۹۷۷)، نویسنده، فیلم‌نامه‌نویس ارمنی بود.

## زندگی‌نامه
وی در ۳۱ دسامبر ۱۹۱۱ در قارص به دنیا آمد و از فارغ‌التحصیل گشت. وی برنده جوایزی همچونچهره فرهنگی شایسته روسیه شوروی (۱۹۷۴)، مدال دفاع از لنینگراد و نشان ستاره سرخ شد. وی از سال ۱۹۳۴ عضو حزب کمونیست اتحاد شوروی بود. وی در ۹ ژانویهٔ ۱۹۷۷ در سن ۶۵ سالگی در سن پترزبورگ درگذشت و در آرامستان کوماروفو به خاک سپرده شد.

## آثار
- سمنا
- Նա ստրաժե Ռոդինի
- لن‌فیلم